# Langue interne
 (mai 2021).
Si vous disposez d'ouvrages ou d'articles de référence ou si vous connaissez des sites web de qualité traitant du thème abordé ici, merci de compléter l'article en donnant les références utiles à sa vérifiabilité et en les liant à la section « Notes et références ».
Le concept de langue interne est un concept développé par le linguiste Noam Chomsky.
Il désigne l'ensemble du système linguistique sur lequel est basé l'expérience narrative interne humaine et par conséquent la manière dont un individu construit ses phrases en produisant du langage.

## Questions fondamentales
La notion de langue interne est fondamentale pour les quatre questions centrales à la réflexion de Noam Chomsky[réf. nécessaire] :
1. Comment caractériser le savoir linguistique des locuteurs adultes et leur langue interne ?
2. Comment la langue interne se développe-t-elle chez les locuteurs ?
3. Comment la langue interne est-elle mise en œuvre dans la pratique langagière effective des locuteurs et leur performance ?
4. Quels sont les mécanismes physiques et neurologiques sur lesquels reposent la langue interne et sa mise en œuvre ?

S'il est difficile de répondre à la première et à la troisième question de manière objective, en ce qu'elles nécessitent un jugement nécessairement arbitraire pour cela ou du moins basé sur la création de tests pour l'analyser, la seconde et la quatrième impliquent des analyses plus axées sur des perspectives biologiques et par conséquent davantage descriptives.